# Kim Sei-young
Kim Sei-young (em coreano:  김세영; Seul, 21 de janeiro de 1993), também conhecida como Sei Young Kim, é uma jogadora profissional de golfe sul-coreana, que atua no LPGA of Korea Tour e no LPGA
Tornou-se profissional em 2010.
Representou a Coreia do Sul no torneio individual feminino do golfe nos Jogos Olímpicos de Verão de 2016, realizados no Rio de Janeiro, Brasil.